# Zikanapis modesta
Zikanapis modesta är en biart som beskrevs av Jesus Santiago Moure 1964. Zikanapis modesta ingår i släktet Zikanapis och familjen korttungebin. Inga underarter finns listade i Catalogue of Life.